# バトル (イングランド)
バトル (Battle) は、イングランド、イースト・サセックスにあるタウン、行政教区である。人口は6,171人（2007年）。行政上は基礎自治体のロザーに属している。ロンドンの南南東79km、ブライトンの東46km、カウンティ・タウンのルイスの東34kmに位置している。タウンの南東でヘイスティングス、南でベクスヒル＝オン＝シーと接している。
ノルマンディー公ウィリアムがハロルド2世を破ったヘイスティングズの戦いの舞台となった場所で、戦いに勝利したウィリアムは、1066年イングランド王ウィリアム1世となった。
町の名は第二次大戦初期にイギリス空軍で運用された爆撃機フェアリー バトルの由来である。

## 観光名所
- バトル修道院 - ヘイスティングスの戦いの古戦場。ハロルド2世の死没地に建てられている。

## 姉妹都市
- フランス サン＝ヴァレリー＝シュル＝ソンム